# Vinko Jelovac
Vinko Jelovac (Jelovci kod Pazina, 18. studenog 1948.), hrvatski košarkaš i trener.

## Kratki pregled karijere
Član KK Pula postao je 1963. kada je zaigrao za mladu reprezentaciju. Za svoj rodni kraj ostao je vezan i kada su ga kao mladića spazili skauti Olimpije, nakon čega je uslijedila brza selidba u Ljubljanu. Godine 1967. je tako u Tivoliju započeo svoju fantastičnu karijeru, kao dugogodišnji kapetan i standardni član jugoslavenske reprezentacije te se zlatnim slovima upisao u klupsku i reprezentativnu povijest. S 243 nastupa za izbranu vrstu, od 1967. do 1977. jedan je od rekordera bivše države. Bio je centar koji je svojim znanjem i spretnošću na muke stavljao protivnike gdje god igrao. 
Igranje u Olimpiji donijelo mu je svjetsku slavu. Jugoslavenska reprezentacija bila je tada u usponu, u momčadi mu se pridružio i Krešimir Ćosić, i nije bilo reprezentacije koja bi s njima lako izašla na kraj. Prvu medalju, od osam koliko ih je osvojio u karijeri na najvećim natjecanjima, donio je 1969. kada je u Napulju na Europskom prvenstvu osvojio srebro. Ljubljana je dobila organizaciju finala Svjetskog prvenstva u košarci 1970. i Vinko je dočakao trenutak da skupa sa suigračima iz Olimpije, Aljošom Žorgom i Ivom Daneuom, zakorači na svjetsko prijestolje. Osvojili su naslov svjetskih prvaka. 
Godine 1971. okitio se srebrom s EP u Essenu, sudjelovao u osvajanju 5. mjesta na OI v Münchenu 1972. i stigao na vrh Europe godinu potom u Barceloni. Košarkarška Europa se nije mogla načuditi njegovim čarobnim potezima, dominantnosti i lucidnosti. Tih je godina, do povratka Ćosića, bio najbolji europski centar, i teško je pronaći utakmicu u kojoj nije blistao. Veličinu je pokazao i u Kataloniji, kada je na EP bio najbolji strijelac. Europu je osvojio još dva puta: 1975. u Beogradu i 1977. u Liegeu. Na SP 1974. u Portoriku osvojio je srebro, a dugo očekivanu olimpijsku medalju, srebrnu, svojoj zbirci dodao je na OI u Montrealu '76.

## Oproštaj i godine nakon karijere
'Mi smo Vinkovi, Vinko je naš,' grmilo je pred ljubljanskom dvoranom Tivoli, kada je 5. prosinca 1982. odigrao svoju posljednju utakmicu. Tribine su pucale po šavovima. Svatko se htio naći na njima, vidjeti posljednje minute njihove legende na parketu. I simbolična gesta na kraju, Vinko je kapetansku traku predao predvodniku novog Olimpijinog vala, Peteru Vilfanu. 
Po svršetku karijere Jelovac se uputio u trenerske vode, gdje drugdje do li u Ljubljani. Najprije u Slovanu, a potom je preuzeo svoju Olimpiju, koju je 1985. opet vratio u Prvu ligu gdje joj je i bilo mjesto. Kasnije je slijedio Osijek, Palermo, bio je i na Sardiniji. Vratio se u Krško, a bio je u Rijeci kada je došla ponuda Maccabija iz Tel Aviva, koju nije mogao odbiti. Čekao je i dočekao na kraju i poziv iz Cibone. No, vodstvo kluba nakon jedne sezone ga je otpustilo. Danas je Vinko poduzetnik u svojoj Istri koju toliko voli.
1995. je godine nagrađen nagradom najuspješnijeg trenera osječkog športa, dok je vodio Olimpiju Slavoning.